# 尤求

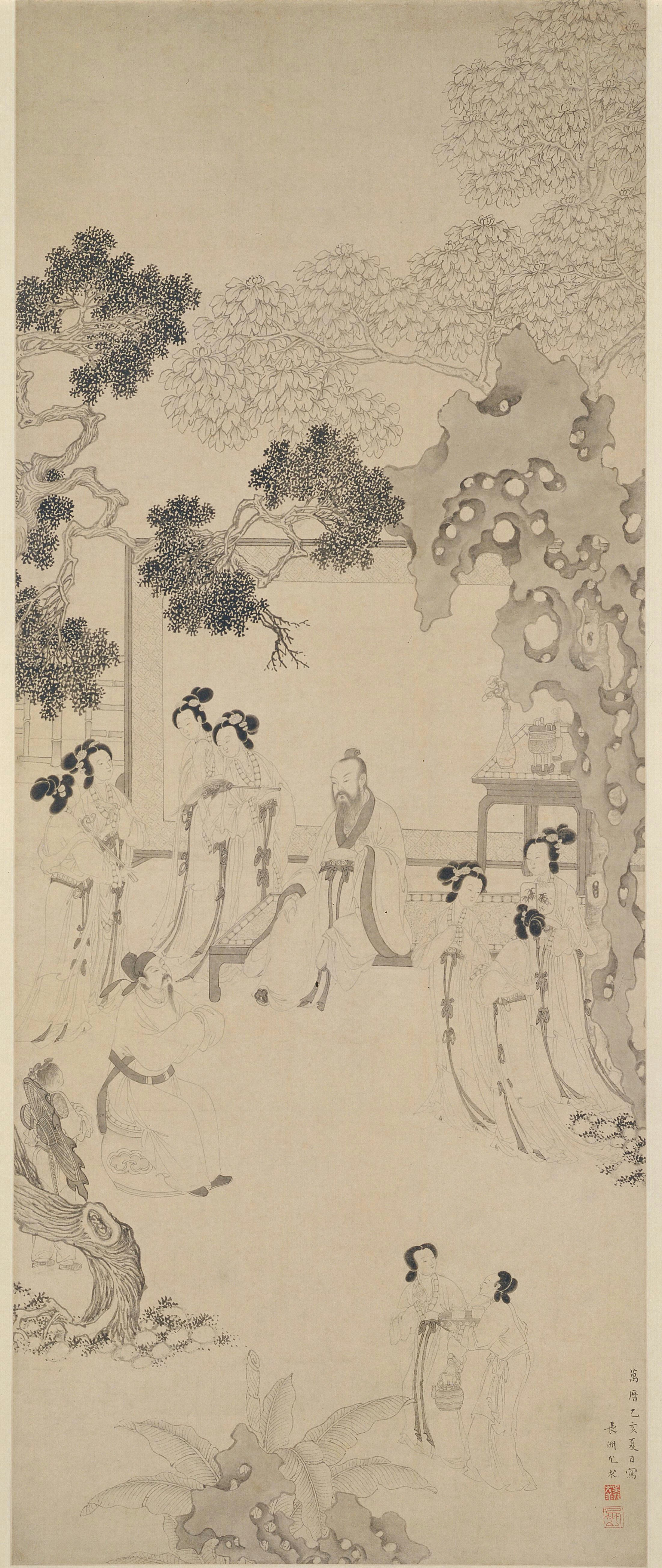
明尤求《红拂图》，藏於中國北京故宮博物院

尤求，字子求，號鳳丘，長洲（今江蘇蘇州）人，明朝画家，約活於嘉靖至萬曆年間。善畫寫山水畫及人物畫，尤擅長畫仕女。他曾臨摹北宋《睢陽五老圖》副本，為朱氏後裔保存。傳世作品有隆慶五年(1571)作《飲中八仙圖》卷、六年(1572)作《品古圖》軸、萬曆三年(1575)作《紅拂圖》等。

## 作品
《山水人物》軸，藏於台灣台北國立故宮博物院
《西園雅集圖》，藏於台灣台北國立故宮博物院
《松陰博古圖》，藏於台灣台北國立故宮博物院
《書閣早梅》軸，藏於台灣台北國立故宮博物院
《品古圖》，藏於北京故宮博物院
《紅拂圖》，藏於北京故宮博物院
《飲中八仙圖》，藏於廈門博物館